# Zeev Jabotinski
Zéiev o Zeev / Vladimir Jabotinsky (hebreu: זאב ז'בוטינסקי, transcrit: Zéiev Jabotynski; ucraïnès: Володи́мир (Зеєв) Євге́нович Жаботи́нський, Volodýmyr (Zéiev) Ievhènovytx Jabotynskyi; rus: Влади́мир Евге́ньевич Жаботи́нский, Vladímir Ievguéniovitx Jabotinskii; nom de naixement (en rus): Вольф Евнович Жаботинский, Volf Ievnovitx Jabotinskii) (Odessa, Ucraïna, Imperi Rus, 18 d'octubre de 1880 - Nova York, EUA, 4 d'agost de 1940) era un líder de l'ala dreta del moviment sionista i el fundador de la Legió jueva durant la Primera Guerra Mundial. Fou també autor, publicista (principalment en rus, però també en hebreu), orador i soldat. Crea el 1925 el Partit Revisionista, el principal partit de la dreta nacionalista sionista, actiu al territori de Palestina. També va fundar l'Organització per l'autodefensa dels jueus a Odessa.

## Dia de Zeev Jabotinski
El Dia Commemoratiu de Zeev Jabotinski és una data en què es commemora l'aniversari de la mort del líder sionista Zeev Vladimir Jabotinsky. Aquest dia està determinat per una llei aprovada per la Kenésset el 2005. El propòsit d'aquesta llei és educar les futures generacions amb la visió, el llegat, i l'obra d'en Vladimir Jabotinsky, tot recordant la seva memòria, la seva aportació a la formació de l'Estat d'Israel, i de les seves institucions, fent tot això d'acord amb els objectius i el caràcter del moviment sionista. Està establert per la llei, que el dia 29 del mes de Tammuz, tindrà lloc un servei commemoratiu en el Mont Herzl, a Jerusalem. En els campaments militars de les FDI, es dedicarà un temps a estudiar el treball i l'obra del líder sionista.
El parlament israelià convocarà en aquesta data una sessió extraordinària, i tindrà lloc un debat. També està establert per la llei, que durant el dia 12 del mes de Tevet, a les escoles d'arreu del país, es duran a terme activitats d'aprenentatge, relacionades amb l'obra i amb la visió sionista del personatge històric Vladimir Jabotinsky.